# Acizzia amyemae
Acizzia amyemae är en insektsart som beskrevs av Taylor 1999. Acizzia amyemae ingår i släktet Acizzia och familjen rundbladloppor. Inga underarter finns listade i Catalogue of Life.